# Seal IV
Seal IV is het vierde album van de Engelse singer-songwriter Seal. Het album, geproduceerd door Trevor Horn, is minder bombastisch dan Seals voorgaande albums en leunt meer op zijn zuivere zangstem.
Seal IV kwam uit na Human Being na een periode van vijf jaar. Tot op heden is het Seals laatste studioalbum. Wel volgden sindsdien nog het compilatiealbum Seal 1991-2004 en de live-registratie Live in Paris.

## Nummers
1. Get it together
2. Love's divine
3. Waiting for you
4. My Vision
5. Don't make me wait
6. Let me roll
7. Touch
8. Where there's gold
9. Loneliest star
10. Heavenly... (Good feeling)
11. Tinsel Town
12. Get it together (reprise)